# Idioma nivaclé
La lengua nivacle (ISO: cag), también conocida como chulupí, es hablada en el gran Chaco y pertenece a la familia lingüística mataguaya, junto con el wichí/weenhayek, el chorote/manjui y el maká. La mayoría de la población perteneciente al pueblo nivacle se encuentra en los departamentos de Boquerón y Presidente Hayes en Paraguay. Según los resultados del IV Censo Nacional de Población y Viviendas para Pueblos Indígenas 2022 existen 18.280 hablantes en ese país. En Argentina, el Censo Nacional de Población, Hogares y Viviendas 2022 registró 878 nivacle asentados en las provincias de Salta y Formosa. También se lo conoció en fuentes más antiguas como: ashluslé, suhin, sujín, chunupí, churupí, choropí, y otras variantes ortográficas de estos nombres.
El nivacle es complejo tanto en fonología como en morfología. Gran parte de lo que se maneja en las construcciones sintácticas en muchos otros idiomas está presente en el nivacle por su rica morfología y clíticos.

## Fonología
Su inventario fonémico incluye  21 consonantes  y 6 vocales, Dentro de las consonantes, se destacan las oclusivas y africadas eyectivas, una glotal oclusiva, y un segmento complejo /k͡l/ . Es importante destacar que no hay una aproximante lateral /l/ en la lengua sino una consonante compleja /k͡l/ que es tipológicamente marcada. Asimismo, existe una lateral fricativa sorda /ɬ/.Con respecto a las vocales, también existen vocales laringizadas fonéticas [i e a ɑ o ṵ] que emergen de secuencias subyacentes de vocal más glotal /Vʔ/.

### Vocales
|         | Anterior | Posterior |
| ------- | -------- | --------- |
| Cerrada | i        | u         |
| Media   | e        | o         |
| Abierta | a        | ɑ         |

### Consonantes
|             |                        | Bilabial | Dento-alveolar | Palato-alv. | Palatal | Velar | Glotal |
| ----------- | ---------------------- | -------- | -------------- | ----------- | ------- | ----- | ------ |
| oclusiva    | simple                 | p        | t              |             |         | k     | ʔ      |
| oclusiva    | eyectiva               | p'       | t'             |             |         | k'    |        |
| oclusiva    | con distensíon lateral |          |                |             |         | k͡l    |        |
| africada    | simple                 |          | t͡s             | t͡ʃ          |         |       |        |
| africada    | eyectiva               |          | t͡sʼ            | t͡ʃʼ         |         |       |        |
| fricativa   |                        | f        | s ɬ            | ʃ           |         | x     |        |
| nasal       |                        | m        | n              |             |         |       |        |
| aproximante |                        | w        |                |             | j       |       |        |

Incluso dentro de las sílabas simples, el grupo de consonantes nivaĉle / tš / (ortográfico <tsh>, el grupo IPA / t + ʃ /) contrasta con el africado alveopalatal / č / (<ch> ortográfico, IPA / tʃ /) y el grupo / t + s / contrasta con el alveolar africado / ts /, tanto a través de los límites del morfema como dentro de los morfemas individuales; esto es inusual en los lenguajes.

## Morfología

### Orden de las palabras
El orden básico de las palabras (orden constituyente) es SVO (Sujeto-Verbo-Objeto), o, en la formulación diferente utilizada por algunos, AVO (A = sujeto del verbo transitivo o 'agente', V = verbo, O = objeto del verbo transitivo), aunque otros órdenes son posibles en contextos menos neutrales. También tiene los órdenes básicos GN (sustantivo genitivo, es decir, poseedor poseído), NA (sustantivo-adjetivo) y NP-Rel (cláusula relativa al sustantivo principal). Tiene pocas adiciones (preposiciones o postposiciones); más bien, estas funciones relacionales y locativas están señaladas por un rico conjunto de sufijos y clíticos unidos principalmente a los verbos, pero también a otras partes del discurso; también tiene algunos sustantivos relacionales (construcciones de sustantivos poseídos que funcionan como adposiciones). La concurrencia en un idioma de los órdenes SVO, NA, GN y NP-Rel es algo inusual para un idioma con la tipología básica de orden de palabras SVO, donde NG (sustantivo + genitivo) sería el orden esperado, en lugar de GN del nivaĉle. Los idiomas SVO también tienden a tener un orden de Preposición-Sustantivo, aunque en este idioma se carece de la mayoría de las preposiciones.

### Sustantivos
Las principales categorías gramaticales (partes del discurso, categorías léxicas) del nivaĉle son sustantivo, pronombre, demostrativo, adjetivo, adverbio y verbo. Existen diferencias sintácticas y morfológicas significativas en el comportamiento de varias de estas categorías gramaticales que las distinguen de categorías similares en idiomas europeos conocidos. Los clíticos son frecuentes en este idioma.
Hay un contraste de género masculino-femenino en los sustantivos, determinado semánticamente para algunos sustantivos que se refieren a humanos y ciertos animales, pero arbitrario para la mayoría de los otros sustantivos. Sin embargo, los sustantivos mismos, a pesar de su género, generalmente no tienen ninguna indicación abierta de asignación de género. Esto se señala más bien en los demostrativos que acompañan a los sustantivos y que están de acuerdo con el género del sustantivo. También los marcadores plurales que llevan los sustantivos difieren dependiendo de si el sustantivo es masculino o femenino. Hay varios marcadores plurales diferentes, un sistema complejo.
El sistema demostrativo (deíctico) también es complejo, con numerosos demostrativos que se distinguen según varios rasgos semánticos, sensibles a si el referente es visible o no, fue presenciado previamente por el orador, solo se conoce por informes o rumores, o ya no existe como se mencionó, estos rasgos semánticos contrastantes de los demostrativos juegan un papel en inferir el tiempo de un enunciado. Por ejemplo, si un referente es visible, entonces por inferencia está presente, en tiempo presente; si fue presenciado anteriormente pero actualmente no es visible, entonces, por inferencia, es pasado.
La evidencialidad también se infiere de los rasgos semánticos de los manifestantes. Por ejemplo, si un hablante usa un demostrativo 'visible', por inferencia esto también indica que él/ella responde por el valor de verdad de la declaración, por la realidad de la entidad modificada por este demostrativo, porque el hablante lo sabe al presenciarlo. Si, por otro lado, se emplea un demostrativo que indica 'conocido solo por informe o rumores', por inferencia esta parte del enunciado tiene el sentido probatorio de que el hablante no afirma la verdad de lo que se dice, sino que solo informa y es algo contado por otros y no conocido por experiencia personal. La evidencia de los demostrativos interactúa con otros marcadores de evidencia del discurso, una palabra para cosas informadas pero no conocidas y otra para expresar dudas o incertidumbre acerca de la verdad de un enunciado.

### Verbos
Los verbos en este idioma son muy complejos y pueden tener muchos afijos y clíticos diferentes. Sin embargo, no hay marcadores gramaticales directos en los verbos ni en ninguna otra parte de la gramática para tiempo o aspecto. Los sentidos del tiempo son transmitidos por los manifestantes cuyos contrastes semánticos dan inferencias temporales. El nivaĉle es, por lo tanto, uno de los pocos idiomas del mundo que tiene tiempo nominal sin marcas de tiempo verbal.
La alineación verbal es activa-estática: hay dos series de afijos pronominales en los verbos, uno que indica sujetos de verbos activos que informan eventos o acontecimientos, ya sean transitivos o intransitivos, y otro que señala tanto el objeto de los verbos transitivos como también el sujeto de los verbos intransitivos estáticos, verbos que se refieren a estados y no a eventos o acontecimientos, como lo hacen los verbos activos. Los verbos indicativos, negativos e irreales tienen marcas morfológicas distintivas propias para el acuerdo del sujeto del pronombre personal. También hay distinta morfología de señalización de verbos de cláusulas subordinadas.
El nivaĉle distingue en primera persona el plural inclusivo ('todos', 'nuestro [nuestro (todos)]') y exclusivo ('nosotros' [yo / nosotros y otro (s), pero sin incluirlo a usted], 'nuestro' [pero no incluido el tuyo]) en pronombres, en morfología posesiva y en verbos.
El nivaĉle tiene un sistema muy rico de afijos direccionales y clíticos, marcados principalmente en los verbos, a veces en otras partes del discurso. Como se mencionó, el nivaĉle generalmente carece de adposiciones (preposiciones y postposiciones), ya que los afijos direccionales y los clíticos cumplen los roles que desempeñan las adposiciones en otros idiomas. El lenguaje tiene un clasificador de sustantivo genitivo para animales domésticos poseídos y otro para presas poseídas (animales cazados). Por ejemplo, no es posible decir directamente el equivalente de mi caballo, sino que es necesario decir el equivalente de "mi-animal-doméstico-clasificado-caballo.